# 我同意
《我同意》(英語：I Agree) 是以色列艺术家迪玛·雅罗温斯基（Dima Yarovinsky）的一件装置艺术作品，创作于2018年。作品以一些大型科技公司长达数米的使用协议为主题，以各自的代表色挂在墙上。
作品揭示用户在难以付出理解和选择成本的情况下，如何轻易同意，或不得不同意各种冗长的使用条款和隐私政策，哪怕它们是不平等的。该作品展示了小用户在与技术权力对抗中的劣势地位。它提出了关于透明度、隐私和著作权的问题。此作品不仅是艺术表达，也触及了法律和伦理的领域，特别是关于用户知情同意的权利和对技术权力的约束。